# Мельдоній
Мельдо́ній (англ. Meldonium, лат. Meldonium) — лікарський препарат, що за своїм хімічним складом є триметилгідразінію пропіонатом та структурним аналогом γ-бутиробетаїну. Мельдоній можуть застосовувати як перорально, так і парентерально. Мельдоній уперше синтезувала в середині 1970-х років в Інституті органічного синтезу Латвійської РСР група дослідників під керівництвом Івара Калвіньша, та вже у 1976 році отримав «Сертифікат авторів» СРСР. У 1984 р. був запатентований у США. Із 1988 року мельдоній дозволено застосовувати в медицині. Із 1992 року препарат зареєстрований у Латвії та розпочато випуск препарату латвійською фармацевтичною компанією «Grindeks». Окрім Латвії, мельдоній зареєстрований та використовується в медичній практиці в Україні, Литві, Росії, Молдові, Білорусі, Азербайджані, Вірменії, Узбекистані, Грузії та Казахстані. Відомостей про реєстрацію мельдонію в інших країнах немає, зокрема, препарат не зареєстровано в США та країнах Західної Європи.

## Фармакологічні властивості
Мельдоній — синтетичний препарат, що за хімічним складом є триметилгідразінію пропіонатом та належить до групи метаболічних препаратів. Механізм дії препарату полягає у конкурентному інгібуванні ферменту γ-бутиробетаїнгідроксилази, який забезпечує перетворення γ-бутиробетаїну в карнітин — сполуки, що сприяє проникненню жирних кислот крізь мембрани клітин, у яких проходить процес їх β-окислення. За наявності достатньої кількості кисню із жирних кислот утворюються макроергічні сполуки типу АТФ, а при недостатньому надходженні кисню та, відповідно, ішемії тканин жирні кислоти окислюються до активованих недоокислених форм — ацил-КоА и ацилкарнітину, що мають здатність пошкоджувати мембрани клітин та порушувати транспортування АТФ.
Оскільки цей спосіб забезпечення енергією клітин вимагає утилізації більшої кількості кисню, він сприяє збільшенню ішемізації тканин та накопиченню токсичних продуктів окислення жирних кислот. Застосування мельдонію обмежує проникнення довголанцюгових жирних кислот у клітини та не обмежує проникнення коротколанцюгових жирних кислот, при окисленні яких утворюється менше токсичних продуктів. Мельдоній також активує окислення глюкози, яке потребує меншого використання кисню клітинами та знижує ішемію тканин. Іншим додатковим механізмом дії препарату є інгібування ферменту карнітинацилтрансферази, який сприяє транспортуванню карнітину до мітохондрій клітин. Мельдоній також має здатність збільшувати синтез оксиду азоту NO, що сприяє зменшенню периферичного опору судин та покращує мікроциркуляцію.
За даними клінічних досліджень, проведених у країнах, де зареєстрований препарат, із невеликою кількістю учасників клінічних досліджень, мельдоній при ІХС підвищує витривалість при фізичних навантаженнях, зменшує потребу пацієнтів у нітрогліцерині та покращує якість життя пацієнтів. Згідно з даними досліджень, при застосуванні мельдонію також спостерігалось збільшення фракції викиду лівого шлуночка, зниження тиску в легеневій артерії та нормалізація серцевого ритму. У клінічних дослідженнях також описана ефективність мельдонію при хронічній серцевій недостатності та інфаркті міокарду. Описана ефективність мельдонію при церебральному атеросклерозі, захворюваннях артерій нижніх кінцівок, діабетичній нефропатії та ретинопатії, системних захворюваннях сполучної тканини та після кардіохірургічних операцій. Частина досліджень вказує також на дієвість мельдонію при епілептичних нападах та алкогольній інтоксикації. Зазначають ефективність сумісного застосування інгібітора АПФ лізиноприлу та мельдонію в лікуванні хворих хронічною серцевою недостатністю.
Згідно з експериментальними даними на тваринних моделях, описана ефективність сумісного застосування мельдонію з метформіном при неврологічних розладах та цукровому діабеті. За даними частини клінічних досліджень, мельдоній має здатність підсилювати дію антиаритмічних препаратів (аміодарону). У порівнянні з іншими метаболічними препаратами, за даними частини клінічних досліджень, при застосуванні мельдонію спостерігалась вища або рівнозначна ефективність у порівнянні із триметазидином, та дещо нижча ефективність у порівнянні з тіотриазоліном (хоча частина дослідників заперечують даний висновок у зв'язку із неповною відповідністю груп зіставлення).
 На думку розробника препарату, мельдоній можна застосовувати для підтримки сексуальної функції чоловіків.

### Фармакокінетика
Мельдоній швидко та майже повністю всмоктується після перорального застосування, біодоступність препарату складає 78 % після перорального застосування, після внутрішньовенного введення біодоступність препарату становить 100 %. Після перорального прийому максимальна концентрація мельдонію в крові досягається протягом 1–2 годин, після внутрішньовенного введення максимальна концентрація досягається відразу ж після ін'єкції. Мельдоній добре розподіляється у тканинах організму, добре проходить через гематоенцефалічний бар'єр, проникає через плацентарний бар'єр та виділяється в грудне молоко. Метаболізується препарат у печінці з утворенням двох метаболітів. Виводиться мельдоній із організму із сечею у вигляді метаболітів. Період напіввиведення препарату становить 3–6 годин (при тривалому внутрішньовенному застосуванні період напіввиведення може зростати до 15 годин), даних за збільшення цього часу при порушенні функції печінки та нирок немає.

## Показання до застосування
Мельдоній застосовується при кардіологічних захворюваннях — ішемічній хворобі серця (у тому числі інфаркті міокарду та стенокардії), хронічній серцевій недостатності, дисгормональної кардіоміопатії; при порушеннях мозкового кровообігу — інсультах та дисциркуляторній енцефалопатії; у післяопераційному періоді для прискорення реабілітації; при хронічному алкоголізмі (у комплексному лікуванні абстинентного синдрому); для покращення працездатності та при фізичному перевантаженні (у тому числі у спортсменів); ретробульбарно при діабетичній та гіпертензивній ретинопатії, тромбозі центральної вени сітківки та інших порушеннях кровопостачання сітківки, крововиливах у сітківку та гемофтальмі.

## Побічна дія
При застосуванні мельдонію побічні ефекти виникають рідко. За інформацією виробника, найчастішими побічними ефектами є:
- З боку шкірних покривів та алергічні реакції — алергічний дерматит, висипання на шкірі, свербіж шкіри, набряк Квінке, гіперемія шкіри, гіпергідроз, гарячка, анафілактичний шок, кропив'янка, набряк шкіри або слизових оболонок.
- З боку нервової системи — головний біль, запаморочення, втрати свідомості, збудження, тремор, парестезії або гіпестезії, порушення сну.
- З боку травної системи — біль у животі, нудота, блювання, діарея, метеоризм, сухість у роті або гіперсалівація, металічний присмак у роті.
- З боку серцево-судинної системи — тахікардія, аритмія, задишка, болі в грудній клітці, фібриляція передсердь, артеріальна гіпотензія або гіпертензія.
- З боку дихальної системи — інфекції верхніх дихальних шляхів, апное, відчуття стискання в грудній клітці, кашель, затруднення ковтання, біль у горлі.
- З боку опорно-рухового апарату — спазми м'язів, слабкість у м'язах, біль у попереку.
- З боку сечовидільної системи — поллакіурія.
- Зміни в лабораторних аналізах — еозинофілія, дисліпідемія, підвищення рівня С-реактивного білка.

## Протипокази
Мельдоній протипоказаний при підвищеній чутливості до препарату, підвищенні внутрішньочерепного тиску, важкій печінковій та нирковій недостатності. Мельдоній не рекомендований для застосування при вагітності та годуванні грудьми. Мельдоній застосовується у дитячому віці з 12 до 18 років виключно у вигляді сиропу.

## Форми випуску
Мельдоній випускається у вигляді 10 % розчину для ін'єкцій у ампулах по 5 мл; желатинових капсул по 0,25 та 0,5 г; 5 % сиропу для перорального застосування по 250 мл.

## Заборона використання у спортсменів
З 1 січня 2016 року мельдоній заборонений для використання спортсменами під час змагань згідно з рішенням Всесвітнього антидопінгового агентства.
За перші кілька місяців після цього від змагань усунули близько ста спортсменів, в пробах яких виявили препарат. Спортсмени представляли переважно країни колишнього Радянського Союзу, і найбільше серед них було росіян.

## Цікаві факти
Мельдоній використовувався радянськими військовими під час Афганської війни. Головна мета надання більшої витривалості воякам, яким потрібно було переносити вручну важкі вантажі в умовах високогір'я .   